# いいなりゴハン
『いいなりゴハン』は、森繁拓真による日本の漫画。『ジャンプ改』（集英社発行）にて連載された。森繁が、姉で同じく漫画家である東村アキコにより指定された料理店を、毎回グルメレポートするグルメエッセイ漫画。
当初は森繁、東村、森繁担当の編集者のみの登場だったが、話が進むにつれて小坂俊史や押切蓮介など、森繁の友人・知人も登場し、彼らの薦める店にも行っている。
雑誌連載時は伏せられていた取材先の店名が、単行本では一部を除き明記されている。

## 単行本
- 森繁拓真 『いいなりゴハン』 集英社 〈ヤングジャンプ・コミックス〉、全2巻
  1. 2012年12月10日発売 ISBN 978-4-08-879577-5
  2. 2014年8月8日発売 ISBN 978-4-08-879793-9